# آفرین عبیسی
آفرین عُبِیسی با نام اصلی صغری عبیسی (زادهٔ ۲۲ اسفند ۱۳۳۰) بازیگر اهل ایران است.

## کارنامه هنری
آفرین عُبیسی فعالیت در عرصه سینما را با لیلی و مجنون در سال ۱۳۴۹ به کارگردانی سیامک یاسمی آغاز کرد و همان سال در فیلم طوقی به کارگردانی علی حاتمی دوباره در نقش مقابل به بهروز وثوقی وثوقی بازی کرد. در سال ۱۳۷۸ با بازی در فیلم شهرت به کارگردانی ایرج قادری پس از ۲۸ سال دوری از دنیای بازیگری پس از انقلاب ۱۳۵۷ به سینما بازگشت. در همان سال نقش کوتاهی در فیلم کودک و سرباز ساخته رضا میرکریمی ایفا کرد. از بازی‌های موفقش پس از فاصله طولانی مدت از بازیگری می‌توان به نیمه پنهان اشاره کرد.

## فیلم‌شناسی

### سینمایی
| نام فیلم                    | سال ساخت | سمت    | کارگردان              |
| --------------------------- | -------- | ------ | --------------------- |
| ۲۴ سپتامبر                  | ۱۳۹۴     | بازیگر | مریم ابراهیم‌وند       |
| چهارشنبه ۱۹ اردیبهشت        | ۱۳۹۳     | بازیگر | وحید جلیلوند          |
| خانه‌ای کنار ابرها           | ۱۳۹۲     | بازیگر | سیدجلال دهقانی اشکذری |
| عصر روز دهم                 | ۱۳۸۷     | بازیگر | مجتبی راعی            |
| روزگار قریب                 | ۱۳۸۶     | بازیگر | کیانوش عیاری          |
| انتهای جاده                 | ۱۳۸۶     | بازیگر | فرزاد مؤتمن           |
| تقاطع                       | ۱۳۸۴     | بازیگر | ابوالحسن داودی        |
| بید مجنون                   | ۱۳۸۳     | بازیگر | مجید مجیدی            |
| رستگاری در هشت و بیست دقیقه | ۱۳۸۳     | بازیگر | سیروس الوند           |
| شکلات                       | ۱۳۸۲     | بازیگر | افشین شرکت            |
| قدمگاه                      | ۱۳۸۲     | بازیگر | محمدمهدی عسگرپور      |
| ملاقات با طوطی              | ۱۳۸۲     | بازیگر | علیرضا داودنژاد       |
| مهمان مامان                 | ۱۳۸۲     | بازیگر | داریوش مهرجویی        |
| دختر ایرونی                 | ۱۳۸۱     | بازیگر | محمدحسین لطیفی        |
| واکنش پنجم                  | ۱۳۸۱     | بازیگر | تهمینه میلانی         |
| کاغذ بی خط                  | ۱۳۸۰     | بازیگر | ناصر تقوایی           |
| نان و عشق و موتور ۱۰۰۰      | ۱۳۸۰     | بازیگر | ابوالحسن داودی        |
| نیمهٔ پنهان                  | ۱۳۸۰     | بازیگر | تهمینه میلانی         |
| شهرت                        | ۱۳۷۹     | بازیگر | ایرج قادری            |
| همسر دلخواه من              | ۱۳۷۹     | بازیگر | افشین شرکت            |
| کودک و سرباز                | ۱۳۷۸     | بازیگر | رضا میرکریمی          |
| پل                          | ۱۳۵۰     | بازیگر | خسرو پرویزی           |
| کاکو                        | ۱۳۵۰     | بازیگر | شاپور قریب            |
| طوقی                        | ۱۳۴۹     | بازیگر | علی حاتمی             |
| لیلی و مجنون                | ۱۳۴۹     | بازیگر | سیامک یاسمی           |

### سریال تلویزیونی

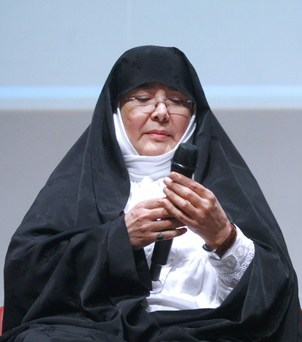

| نام سریال     | سال ساخت | کارگردان        | نقش           | توضیحات |
| ------------- | -------- | --------------- | ------------- | ------- |
| برادر جان     | ۱۳۹۸     | محمدرضا آهنج    | الفت آذر      | شبکه ۳  |
| تنهایی لیلا   | ۱۳۹۴     | محمدحسین لطیفی  | شریفه         | شبکه ۳  |
| مهر طوبی      | ۱۳۹۳     | سیدمجید موسویان | طوبی          | شبکه ۳  |
| مختارنامه     | ۱۳۸۹     | داوود میرباقری  | صفیه          | شبکه ۱  |
| روزگار قریب   | ۱۳۸۶     | کیانوش عیاری    | زری مامان     | شبکه ۳  |
| شهریار        | ۱۳۸۶     | کمال تبریزی     | ثریا ابراهیمی | شبکه ۲  |
| انتهای جاده   | ۱۳۸۶     | فرزاد مؤتمن     |               | شبکه ۱  |
| رقص پرواز     | ۱۳۸۵     | احمد مرادپور    |               | شبکه ۱  |
| بیرون از بهشت | ۱۳۸۵     | خسرو معصومی     |               | شبکه ۱  |
| مشق عشق       | ۱۳۸۱     | بهرام بهرامیان  |               | شبکه ۱  |